# Grijze frankolijn
De grijze frankolijn (Ortygornis pondicerianus synoniem: Francolinus pondicerianus) is een vogel uit de familie fazantachtigen (Phasianidae). De wetenschappelijke naam van de soort is voor het eerst geldig gepubliceerd in 1789 door Gmelin.

## Kenmerken

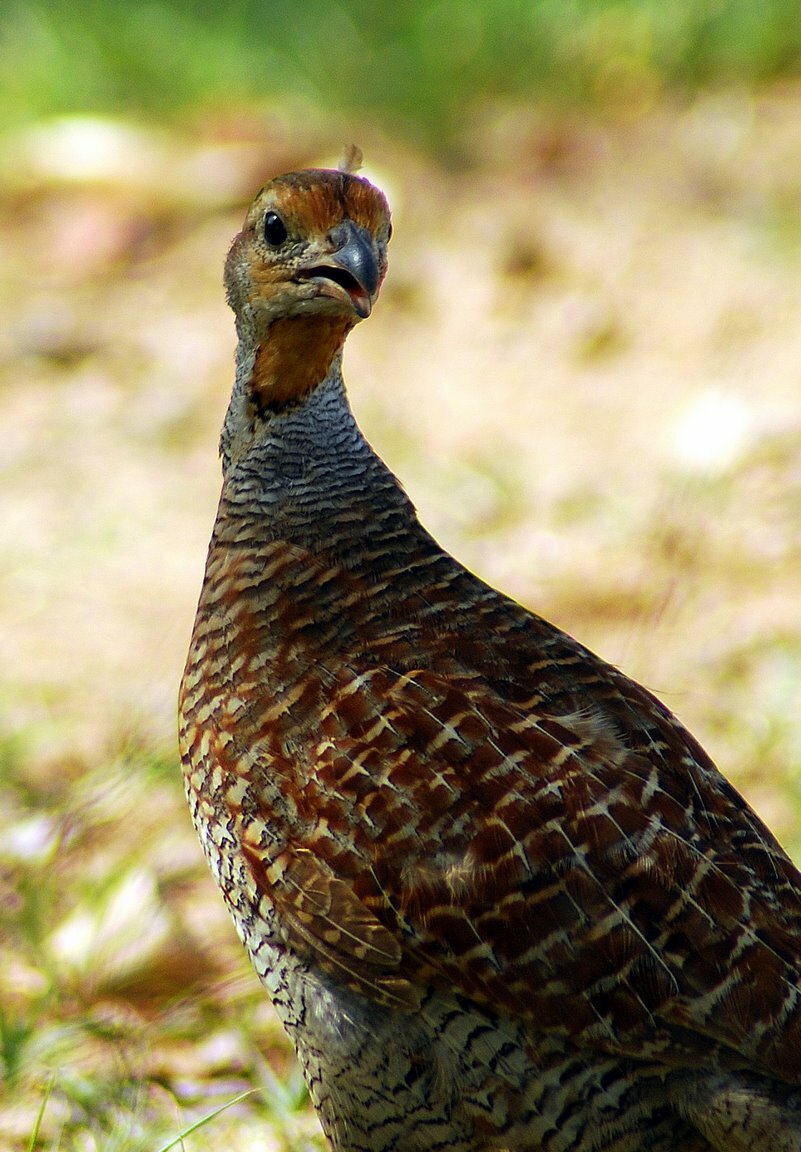
Grijze frankolijn

De vogel is 30 tot 35 cm lang en weegt tussen de 200 en 340 g, vrouwtjes zijn gemiddeld 50 gram lichter. Het verenkleed van deze frankolijn heeft een fijn patroon over het hele lijf. Karakteristiek is de oranjebruine keelvlek die een zwarte rand heeft. In vlucht vallen de kastanjebruine slagpennen op. Deze frankolijn lijkt verder sterk op de bonte frankolijn (F. pictus) en de moerasfrankolijn (O. gularis).

## Verspreiding en leefgebied
Er zijn drie ondersoorten:
- O. p. mecranensis (Kaapverdië)
- O. p. interpositus (Mauritanië en Senegal tot in Soedan)
- O p. pondicerianus (O-Soedan tot Somalië, Arabië, Z-Irak en Z-Iran)

In gevoerd op de eilanden Rodrigues, Mauritius, Seychellen en Hawaï.
Het leefgebied bestaat uit gebieden met lage, droge vegetatie zoals graslanden, taai struikgewas en akkers waarop gewassen staan die in droge gebieden worden geteeld. De vogel kan overleven op grote afstand van water. Deze frankolijn leeft in licht heuvelig landschap en op het Arabisch schiereiland ook tot op 2350 m boven de zeespiegel.

## Beschermingsstatus
De grootte van de populatie is niet gekwantificeerd. Men veronderstelt dat de soort in aantal stabiel is. Om deze reden staat de grijze frankolijn als niet bedreigd op de Rode Lijst van de IUCN.